# Réserve naturelle de Lesgau
La réserve naturelle de Lesgau est un espace naturel de 100 hectares situé au cœur des barthes de l'Adour, sur la commune de Saint-Martin-de-Seignanx, dans le département français des Landes.

## Présentation
Le site a été spécialement pensé pour constituer une étape de repos pour les oiseaux migrateurs.
La Réserve de Lesgau est une réserve de chasse et de faune sauvage  gérée par là Fédération des Chasseurs des Landes. 
Le Centre permanent d'initiatives pour l'environnement (CPIE) du Seignanx et Adour, gère le très proche jardin des sens.